# DJ SS

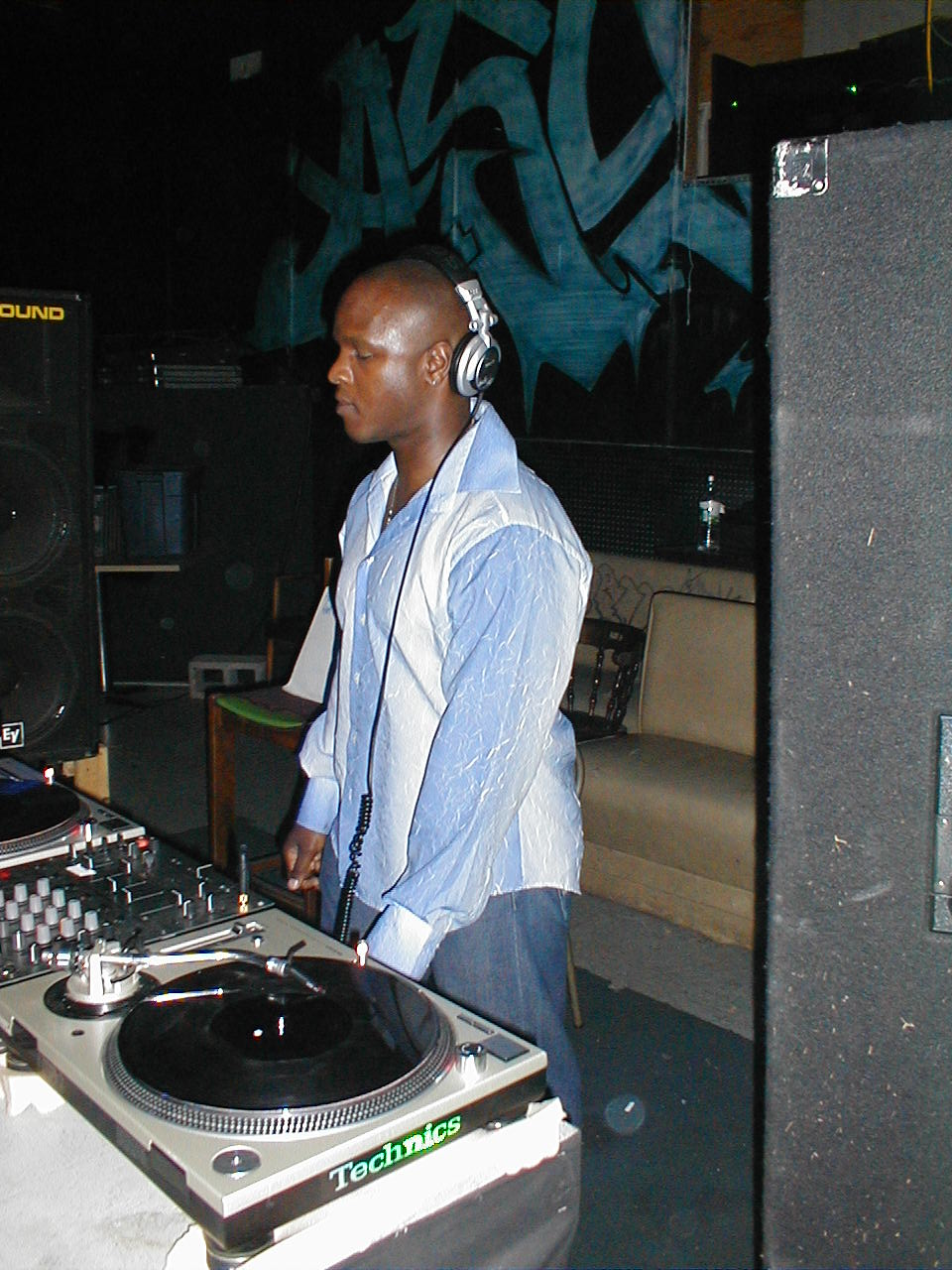
DJ SS

DJ SS, bürgerlich Leroy Small (* 27. August 1970 in Leicester, England) ist ein britischer Drum-and-Bass-DJ und -Produzent. Sein Künstlername steht für „Scratchenstein“.

## Leben
Laut dem Rough Guide prägte er das Hardcore- und Hardstep-Genre entscheidend. Neben Ray Keith, Dillinja und Shy FX gehört er zu den prototypischen Vertretern des Hardstep. Aus der beginnenden Hardcore-Szene der frühen Neunziger war er einer der wenigen, die mehrere Jahre überlebten und im Laufe der Zeit innerhalb der Jungle-Szene als Künstler anerkannt wurden.
Small und sein Partner Eidris veranstalteten 1991 unter dem Namen „Total Kaos“ eine Serie von Freitag-Nacht-Partys in Leicester. Sie organisierten auch eine zu jener Zeit größten Indoor-Veranstaltungen der neu aufkommenden British Hardcore-Szene: im Donington Park, mit 6000 Gästen. So fasste Small bereits zu Beginn der British Hardcore-, Jungle- und Drum-and-Bass-Bewegung Fuß in der Szene und gewann schnell an Bekanntheit.
Seine erste Veröffentlichung, die EP The Psycho auf Formation Records prägte die bestimmenden Elemente der Hardcore-Blaupause: knirschende Breakbeats und Synth-Riffs, die an Alarmsirenen erinnerten. Während sich in der 1980/1990er-Zeit die Jungle-Szene mehr in Richtung Melodie orientierte, gehörte DJ SS zusammen mit Asend, Deep Blue, Aphrodite und DJ Hype zur jüngeren Generation derer, die das Schwergewicht auf Perkussion und Beats legten.

## Diskografie

### Alben
- S Files (2005)

### Remixe
- The Prodigy - No Good